# Otto Abetz
Otto Abetz (26. března 1903 – 5. května 1958) byl německý nacistický diplomat.
Původním přesvědčením sociální demokrat a pacifista, se na začátku třicátých let přiklonil k nacionálsocialismu a v roce 1931 stal členem NSDAP. V roce 1932 se oženil s Francouzkou a od roku 1935 žil a pracoval v Paříži. V roce 1938 byl vykázán z Francie za špionáž a nacistickou propagandu. V roce 1940 se do Francie vrátil a v letech 1940–44 působil jako vyslanec v Paříži. Za jeho působení ve funkci byly podporovány štěpné tendence v okupované francouzské společnosti, zvláště v řadách levice a odborů. Jeho jménem byl na podzim 1940 nazván i tzv. seznam Otto, který vypočítával okupačním režimem zakázaná a z prodeje vyřazená literární díla. V roce 1945 byl zatčen a v roce 1949 odsouzen francouzským vojenským tribunálem na 20 let nucených prací, avšak v roce 1954 byl propuštěn. Zemřel 5. května 1958 při autonehodě nedaleko Dortmundu.